# 大阪府庁

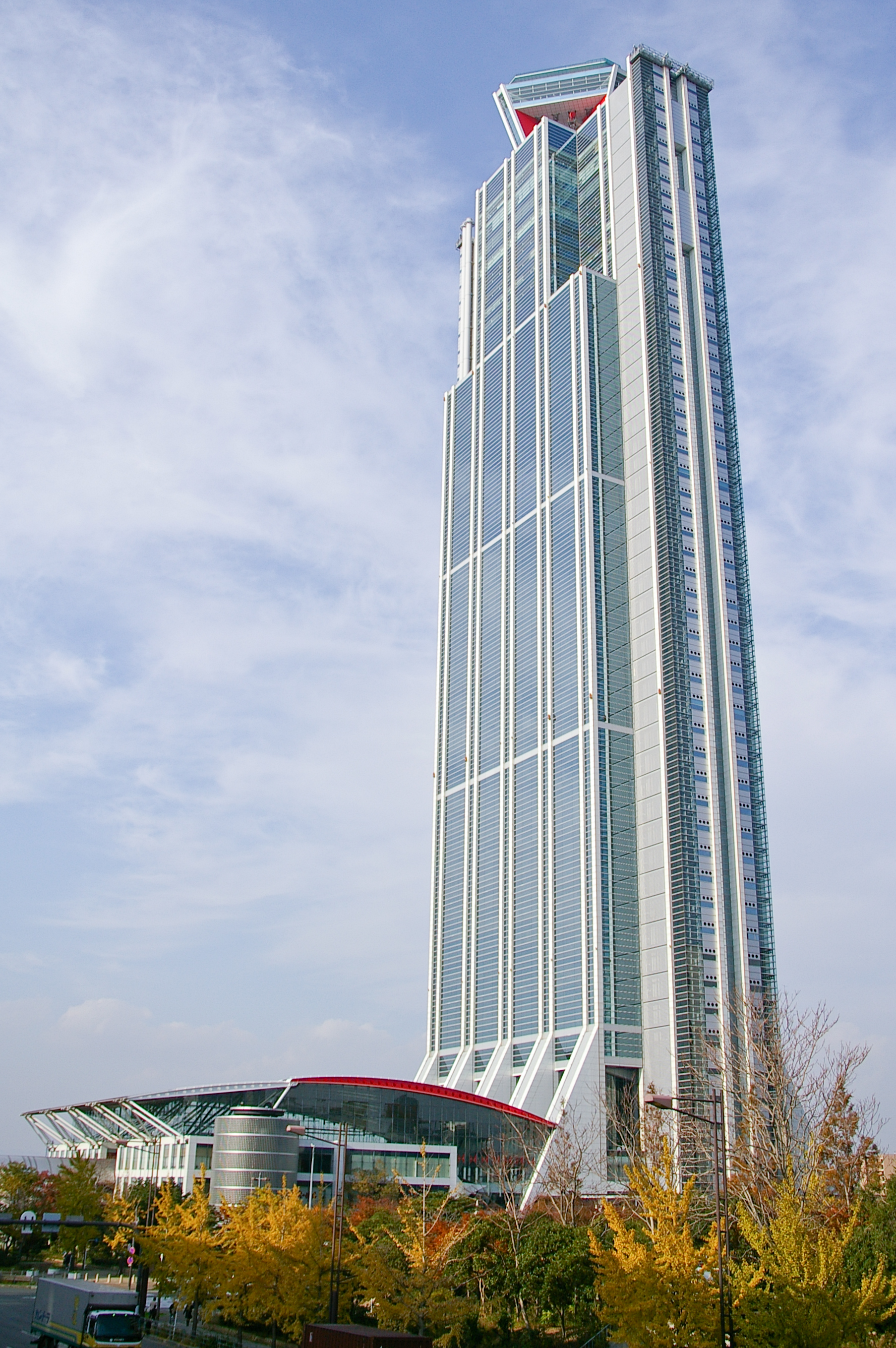
咲洲庁舎

大阪府庁（おおさかふちょう、英: Osaka Prefectual Government）は、地方公共団体である大阪府の行政機関。

## 沿革
- 1868年：大阪府が設置
- 1874年：大阪市西区江之子島に庁舎が竣工
- 1926年：現本庁舎が竣工
- 1947年（昭和22年）6月5日 - 昭和天皇が府庁に行幸（昭和天皇の戦後巡幸）。一目見ようと約4万人の市民が押し寄せたため、アメリカ軍第25師団のMPが空に向けて空砲を発射[1]。

## 組織
- 知事
  - 副知事（3名）
    - 副首都推進局
    - 危機管理監
      - 危機管理室［防災企画課／災害対策課／消防保安課／治安対策課／消防学校］

    - 政策企画部
      - 報道監／成長戦略推進監／国際金融都市推進監／空港戦略推進監
        - 政策企画総務課［東京事務所］
        - 秘書課
        - 企画室［政策課／推進課／連携課］
        - 成長戦略局
        - 貿易大臣会合協力課

    - 万博推進局 
      - 総務企画部［総務課／企画課／儀典課］
      - 機運醸成部［推進課／参加促進課］
      - 整備調整部［整備調整課／整備企画課］
      - 出展部［出展企画課］

    - 総務部
      - 法務課
      - 人事局［企画厚生課／人事課／総務サービス課］／市町村局［行政課／振興課］
      - 庁舎室［庁舎管理課／庁舎整備課］
      - 統計課
      - 契約局［総務委託物品課／建設工事課］

    - 財務部
      - 財政課
      - 行政経営課
      - 税務局［税制課／徴税対策課／府税事務所（中央府税事務所／なにわ北府税事務所／なにわ南府税事務所／三島府税事務所／豊能府税事務所／泉北府税事務所／泉南府税事務所／南河内府税事務所／中河内府税事務所／北河内府税事務所）／大阪自動車税事務所］
      - 財産活用課

    - スマートシティ戦略部
      - スマートシティ戦略監
        - スマートシティ戦略総務課
        - 戦略推進室［戦略企画課／地域戦略推進課］
        - 特区推進課
        - 行政DX企画課
        - 行政DX推進課

    - 府民文化部
      - 公立大学監／国際交流監
        - 府民文化総務課［消費生活センター／日本万国博覧会記念公園事務所］
        - 人権局［人権企画課／人権擁護課］
        - 男女参画・府民協働課
        - 府政情報室［広報広聴課／情報公開課］
        - 都市魅力創造局［企画・観光課／魅力づくり推進課／国際課／パスポートセンター］
        - 文化・スポーツ室［文化課／スポーツ振興課］

    - IR推進局
      - 企画課
      - 推進課

    - 福祉部
      - 医療監
        - 福祉総務課
        - 地域福祉推進室［地域福祉課／社会援護課／福祉人材・法人指導課］
        - 障がい福祉室 ［障がい福祉企画課／自立支援課／地域生活支援課／生活基盤推進課／障がい者自立センター／砂川厚生福祉センター／障がい者自立相談支援センター］
        - 高齢介護室 ［介護支援課／介護事業者課］
        - 子ども家庭局 ［子ども青少年課／子育て支援課／家庭支援課／女性相談センター／子ども家庭センター（中央子ども家庭センター／池田子ども家庭センター／吹田子ども家庭センター／東大阪子ども家庭センター／富田林子ども家庭センター／岸和田子ども家庭センター）／修徳学院／子どもライフサポートセンター］

    - 健康医療部
      - 医療監／感染症対策監
        - 健康医療総務課［保健所（池田保健所／茨木保健所／守口保健所／四條畷保健所／藤井寺保健所／富田林保健所／和泉保健所／岸和田保健所／泉佐野保健所）］
        - 保健医療室 ［保健医療企画課／医療対策課／地域保健課／感染症対策企画課／感染症対策支援課／監察医事務所／こころの健康総合センター］
        - 健康推進室［健康づくり課／国民健康保険課］
        - 生活衛生室［環境衛生課／薬務課／食の安全推進課／羽曳野食肉衛生検査所］

    - 商工労働部
      - 労働政策監
        - 商工労働総務課
        - 成長産業振興室 [産業創造課／国際ビジネス・スタートアップ支援課／ライフサイエンス産業課］
        - 中小企業振興室［経営支援課／商業振興課／ものづくり支援課／金融課／計量検定所］
        - 雇用推進室［労働環境課／就業促進課／人材育成課／高等職業専門学校（守口高等職業技術専門校／芦原高等職業技術専門校／東大阪高等職業技術専門校／夕陽丘高等職業技術専門校／南大阪高等職業技術専門校）／障害者職業能力開発校］

    - 環境農林水産部
      - 環境政策監
        - 環境農林水産総務課［農と緑の総合事務所（北部農と緑の総合事務所／中部農と緑の総合事務所／南河内農と緑の総合事務所／泉州農と緑の総合事務所）］
        - 脱炭素・エネルギー政策課
        - みどり推進室［みどり企画課／森づくり課］
        - 循環型社会推進室［資源循環課／産業廃棄物指導課］
        - 環境管理室［環境保全課／事業所指導課］
        - 農政室［推進課／整備課］
        - 流通対策室［ブランド戦略推進課（中央卸売市場）／市場・検査指導課］
        - 水産課
        - 動物愛護畜産課［動物愛護管理センター／家畜保健衛生所］

    - 都市整備部
      - 技監
        - 都市整備総務課［土木事務所／西大阪治水事務所／寝屋川水系改修工営所／流域下水道事務所／安威川ダム建設事務所／モノレール建設事務所］
        - 事業調整室［事業企画課／技術管理課／都市防災課］
        - 道路室［道路整備課／道路環境課］
        - 交通戦略室［交通計画課／鉄道推進課］
        - 河川室［河川整備課／河川環境課］
        - 下水道室［経営企画課／事業課］
        - 公園課
        - 用地課
        - 住宅建築局［居住企画課／建築環境課／建築指導室（審査指導課／建築安全課／建築振興課）／住宅経営室（経営管理課／住宅整備課／施設保全課）／公共建築室（計画課／一般建築課／住宅建築課／設備課）］

- -     - 大阪都市計画局
      - 技監
        - 計画推進室［総務企画課／計画調整課］
        - 拠点開発室　[広域拠点開発課／戦略拠点開発課／タウン推進課]

    - 大阪港湾局
      - 総務部［総務課／経営改革課］
      - 営業推進室［販売促進課／管財課／開発調整課］
      - 計画推進部［計画課／振興課／事業戦略課／工務課／保全監理課／施設管理課／海務課／設備課］
      - 泉州港湾・海岸部［総務運営課／事業推進課／堺泉北建設管理課／阪南建設管理課］

  - 会計管理者
    - 会計局
- 行政委員会
  - 教育委員会教育庁
    - 教育監／私学監
      - 教育総務企画課
      - 人権教育企画課
      - 教育振興室［高等教育改革課／高等学校課／高校再編整備課／支援教育課／保健体育課］
      - 市町村教育室［小中学校課／地域教育振興課］
      - 教職員室［教職員企画課／教職員人事課／福利課］
      - 学校総務サービス課
      - 施設財務課
      - 文化財保護課
      - 私学課
      - 教育センター
      - 図書館［中之島／中央］
      - 各府立学校

  - 人事委員会事務局
    - 任用審査課
    - 給与課

  - 選挙管理委員会事務局
  - 監査委員事務局
  - 労働委員会事務局
  - 収用委員会事務局
  - 海区漁業調整委員会
  - 内水面漁場管理委員会
  - 大阪府公安委員会